# Comtat de Werde
El comtat de Werde fou una jurisdicció feudal del Sacre Imperi Romanogermànic sorgida per divisió del comtat de Saarbrücken vers el 1105. En aquest any va morir el comte Sigebert I i va deixar quatre fills dels quals el gran, Sigebert (+ després de 1130) fou abat laic de Rosheim i comte de Hohenburg i va rebre les terres alsacianes agafant el títol de comte de Werde vers el 1115. La branca (tres dels comtes es van dir Sigibert) es va dividir el 1228 en els comtes de Werde i els de Rixingen o Rickingen (les terres de Rickingen haurien estat heretades).
El comtat de Werde va passar al comtat d'Ottingen el 1376.